# 茨城県歯科医師会
公益社団法人茨城県歯科医師会（いばらきけんしかいしかい 英称 Ibaraki Dental Association）は、茨城県知事所管の茨城県の歯科医師を会員とする公益法人。

## 本部所在地
- 〒310-0911 茨城県水戸市見和2-292

## 郡市歯科医師会
- 日立歯科医師会
- 珂北歯科医師会
- 水戸歯科医師会
- 東西茨城歯科医師会
- 鹿行歯科医師会
- 土浦石岡歯科医師会
- つくば歯科医師会
- 県南歯科医師会
- 県西歯科医師会
- 西南歯科医師会